# Jasu V.
Jasu V. (geez: ኢያሱ, etiopska inačica imena Jošua), znan i kao Lij Jasu (geez ልጅ ኢያሱ) (Dese, Volo 4. ožujka 1895./1896. -? studeni 1935.) bio je neokrunjeni etiopski neguša negasta (car) od 1913. – 1916.
Njegovo krsno ime bilo je Kifle Jakob. Budući da nikad nije okrunjen za cara, obično su ga zvali Lij (dijete kraljevske krvi). Izopćen je iz Etiopske tevahedo Crkve zbog optužbi da je prešao na islam i svrgnut s trona.

## Životopis

### Uspon na tron
Pred sam kraj svog života Menelik II. suočio se s problemom svog nasljednika, ako ga javno ne obznani, zemlja bi se kao mnogo puta do tad mogla naći u građanskom ratu, i postati predmet grabeža europskih kolonijalnih sila. Pred njim su bila četiri moguća nasljednika. Prema tradicionalnim pravilima nasljeđivanja, sljedeći direktni potomak po muškoj liniji bio je unuk Menelikova strica, dejazmač Taje Gulilat. Ostala tri kandidata bili su nasljednici po ženskoj liniji. Prvi od njih bio je njegov najstariji unuk, dejazmač Vosan Seged, sin njegove kćeri Šoagarad Menelik. Drugi je bio njegov najmlađi unuk Lij Jasu, sin kćeri Šoagarad Menelik iz drugog braka s Mihael Alijem. Treći kandidat za prijesto bila je Menelikova treća kćer Leult Zauditu.
Menelik nije volio Taje Gulilata, pa ga je odbacio kao potencijalnog kandidata. Vosan Seged bio je patuljasta rasta i slabog zdravlja, te je zbog tog ispao iz izbora. (na kraju je i umro 1908.) Zauditu pak nebi prihvatila dvorska aristokracija jer je žena, pa je i ona otpala, tako je izbor pao na najmlađeg Lij Jasua kad dovoljno odraste.
Nakon kolapsa kojeg je doživio tijekom hodočašća u manastir Debre Libanos 11. lipnja 1908., Menelik II. obznanio je svojim ministrima da je Lij Jasu njegov izbor za nasljednika. 

## Jasujeva vladavina
U noći između 12. – 13. prosinca 1913., umro je car Menelik II. Etiopski velikaši okupili su se 10. siječnja 1914., u Adis Abebi da razmotre pitanja o budućnosti zemlje i izraze lojalnost Menelikovu nasljedniku, ali nisu bili za to da se Jasa odmah okruni za neguša negasta.
Jasu je u osnovnim crtama nastavio voditi politiku modernizacije zemlje koju je otpočeo njegov djed Menelik II., osnovao je prvi policijski odred u Adis Abebi.
Lij Jasu nije pokazao preveliku volju da vodi državu, većinu poslova prepuštao je svojim ministrima. Postupao je hirovito, a to ga je udaljilo od dvorske aristokracije. Jedan je od njegovih najviše ocrnjenih gafova bio je kad je postavio svog sirijskog prijatelja Jidlibija za šefa carine u Dire Dawi tada vrlo unosno mjesto.
Sve to zajedno, kao i njegovi brojni službeni putevi,  stvorili su idealno okruženje da su nezadovoljni ministri, predvođeni ministrom odbrane Habte Giorgisom, počeli raditi na njegovu rušenju.

## Jasujev pad
U veljači 1915., Jasu je otišao u posjet Hararu sa svojim tadašnjim stalnim pratiocem Abdulahom Zadekom, koji je postao njegov prijatelj, i posjetio najveću gradsku džamiju u kojoj se zadržao čak tri sata. Tijekom boravka u Hararu, prijateljski se odnosio prema lokalnim muslimanima, a to je u to doba osobito zabrinulo svećenike, još ih je više naljutilo što je on ostao u Hararu za vrijeme Uskrsa.
Kako je to bilo vrijeme Prvog svjetskog rata, veleposlanici Centralnih sila željeli su pridobiti Jasua na svoju stranu. Po nekim izvještajima iz tog doba, Jasu ne samo što je bio simpatizer Centralnih sila, već je i prešao na islam.
U kolovozu 1915., Jasu je tajno otputovao u Francusku Somaliju, bez ičijeg znanja. Tamo je proveo dva dana u navodnim tajanstvenim susretima. Neki pak misle da je Jasu jednostavno otišao na odmor za svoju dušu.
Otprilike u isto vrijeme, britanski agenti izvijestili su da su se na tržnici u Hararu dijelili letci s pozivom na džihad protiv Europljana. Zatim je u rujnu, jedan talijanski agent izvjestio da je osobno svjedočio sastanku Jasua s muslimanskim čelnicima, te se zakleo u Kuran. Mnogi današnji povjesničari sumnjaju u vjerodostojnost tih izvještaja poput Bahru Zejadea, koji drži da je Jasu prije svega želio čvršće povezati Somalce u Etiopsko Carstvo, ali da to saveznicima iz Antante nipošto nije odgovaralo, te su na svaki način rušili Jasua.
Sve je to dovelo do toga da je 27. rujna 1916., za vrijeme posjeta gradu Hararu, car Lij Jasu svrgnut, a na carski tron postavljena njegova teta Zauditu. Jasu nije htio lako predati, poslao je vojsku prikupljenu oko Harara u napad na Adis Abebu, ali nju su trupe odane carici odbacile kod Miesa. I njegov otac negus Mihael Ali koji je isprva oklijevao, prikupio je vojsku od 80.000 ljudi južno od Desia, no i njega je porazila carska vojska u Bitci kod Segalea 27. listopada 1916. Nakon toga Jasu je bježao i skrivao se po cijeloj Etiopiji, na kraju se najduže skrivao u Afarskoj pustinji (skoro 5 godina). Nakon pet godina bježanja i skrivanja Jasu je zarobljen 11. siječnja 1921., i odveden u kućni pritvor u Fike.
Carica Zauditu, unatoč svim činjenicama protiv svog nećaka, imala je izgleda puno empatije za Jasua, te ga je čak željela dovesti na dvor iz pritvora, jer se nadala "da ga može vratiti Kristu i spasenju" pod svojim okriljem. To joj nije uspjelo zbog otpora dvora i ministara.
Carica Zaudita umrla je 1930., njen nasljednik car Haile Selasije imao je znatno manje sluha za Jasua. On je 1931. pobjegao iz kućnog pritvora u Fikteu. Uhićen je vrlo brzo nakon toga ali je od tada bio zatočen u zabačenu utvrdu na obroncima Planine Gara Muleta u woredi Girava. U studenom 1935., objavljena je smrt Jasua. Okolnosti njegove smrti i njegov grob ostali su obavijeni velom tajne. Jedna od glasina koja se čuje i danas je da je car Haile Selasije osobno naredio stražarima da ga ubiju. 

## Vanjske poveznice
- Ethiopian Treasures - Lij Iyasu - Ethiopia  Arhivirana inačica izvorne stranice od 29. travnja 2010. (Wayback Machine) (engl.)
- Imperial Ethiopie Homepages - Lij Eyasu - Ethiopia (engl.)
- Solomanic Dynasty Genealogy (engl.)

| Prethodnik: | Etiopski car (1889. – 1913.) | Nasljednik: |
| Menelik II. | Etiopski car (1889. – 1913.) | Zaudita I.  |